# 宮内春輝
宮内 春輝（みやうち はるき、1996年5月25日 - ）は、千葉県匝瑳市出身のプロ野球選手（投手）。右投右打。北海道日本ハムファイターズ所属。

## 経歴

### プロ入り前
匝瑳市立市立吉田小学校時代に吉田スポーツ少年団で野球を始め、匝瑳市立八日市場第二中学校時代は硬式野球（シニアリーグ）の九十九リトルシニアに所属。
千葉県立多古高等学校ではエースとなったが、3年夏の千葉県大会は2回戦で敗退し、甲子園出場経験はなかった。
明星大学経済学部経済学科に進学し、硬式野球部に所属する。2年生の時から投球スタイルを横手投げに変更。4年秋には首都大学野球リーグ2部の最優秀選手に選出されている。
大学時代の2学年上に松原聖弥。
その後は社会人野球の日本製紙石巻に進み、1年目の2019年に七十七銀行の補強選手として第90回都市対抗野球大会に出場。ヤマハとの初戦で8回二死から登板し、1/3回を無失点に抑えた。
2年目の2020年も第91回都市対抗野球大会に出場。1回戦の対西部ガス戦で登板した。
社会人4年目となる2022年10月20日に開催されたプロ野球ドラフト会議では、北海道日本ハムファイターズから6位指名を受け、11月12日に契約金2500万円、推定年俸850万円で仮契約を結んだ。背番号は62。

### 日本ハム時代
2023年4月19日、対千葉ロッテマリーンズ（エスコンフィールドHOKKAIDO）の8回表からリリーフでプロ初登板。先頭の中村奨吾には2球目をレフト前安打とされるも、次打者の山口航輝からプロ初の奪三振を記録するなど、1回無失点に抑えた。4月30日の福岡ソフトバンクホークス戦（エスコン）では、1点リードの5回に1死満塁の場面で登板して無失点に抑え、プロ初ホールドを記録。5月6日の東北楽天ゴールデンイーグルス戦（エスコン）では、1点差ビハインドの8回に登板しピンチを背負いながらも無失点に抑えるとその裏に味方が逆転し、5戦目の登板でプロ初勝利を記録した。11月1日、秋季キャンプの守備練習中に左膝前十字靱帯断裂の重傷を負った。同月6日に、治療とリハビリに専念するための育成契約を前提とした戦力外通告を受け、11月19日に育成選手として再契約した。背番号は162。30日に東京都内の病院で再建術を受け、ゲームへの復帰まで約8か月の見通しであることが発表された。
2024年7月13日の二軍・対横浜DeNAベイスターズ戦で実戦復帰登板を果たし、1回を投げて被安打1、無失点の内容だった。この1試合の登板のみだったが、同月24日に鍵谷陽平、梅林優貴ととも支配下選手契約の締結が発表された。背番号は62に戻った。しかし一軍昇格はなく、10月28日に再び戦力外通告を受け、再度育成契約を締結した。これにより背番号も再び162に戻った。
2025年7月18日までに二軍で17試合に登板して防御率1.65、投球回を上回る奪三振を記録するなど好調で、同日に支配下契約を再度締結した。背番号は97に変更された。

## 選手としての特徴
潜り込むような体重移動から、上体を起こしてスリークォーター気味にリリースする独特なサイドスローが特徴。高津臣吾や潮崎哲也を参考にしたというシンカーを得意球とする。その他の持ち球は最速153km/hのストレート、スライダー、カットボール、ツーシーム。
右サイドスローからの剛速球で押し、シンカーで空振りを奪う投球スタイルから、社会人時代は「東北の林昌勇」という異名を持っていた。

## 人物
明星大学出身の野球選手で初めて、プロ野球ドラフト会議で支配下選手として指名された。
本人いわく、周囲からは「伊藤英明に似ている」と言われるという。

## 詳細情報

### 年度別投手成績
| 年 度     | 球 団     | 登 板 | 先 発 | 完 投 | 完 封 | 無 四 球 | 勝 利 | 敗 戦 | セ 丨 ブ | ホ 丨 ル ド | 勝 率 | 打 者 | 投 球 回 | 被 安 打 | 被 本 塁 打 | 与 四 球 | 敬 遠 | 与 死 球 | 奪 三 振 | 暴 投 | ボ 丨 ク | 失 点 | 自 責 点 | 防 御 率 | W H I P |
| --------- | --------- | ----- | ----- | ----- | ----- | -------- | ----- | ----- | -------- | ----------- | ----- | ----- | -------- | -------- | ----------- | -------- | ----- | -------- | -------- | ----- | -------- | ----- | -------- | -------- | ------- |
| 2023      | 日本ハム  | 15    | 0     | 0     | 0     | 0        | 1     | 0     | 0        | 1           | 1.000 | 78    | 16.2     | 23       | 1           | 5        | 1     | 0        | 18       | 0     | 0        | 12    | 12       | 6.48     | 1.68    |
| 通算：1年 | 通算：1年 | 15    | 0     | 0     | 0     | 0        | 1     | 0     | 0        | 1           | 1.000 | 78    | 16.2     | 23       | 1           | 5        | 1     | 0        | 18       | 0     | 0        | 12    | 12       | 6.48     | 1.68    |

- 2024年度シーズン終了時

### 年度別守備成績
| 年 度 | 球 団    | 投手  | 投手  | 投手  | 投手  | 投手  | 投手     |
| 年 度 | 球 団    | 試 合 | 刺 殺 | 補 殺 | 失 策 | 併 殺 | 守 備 率 |
| ----- | -------- | ----- | ----- | ----- | ----- | ----- | -------- |
| 2023  | 日本ハム | 15    | 0     | 3     | 0     | 0     | 1.000    |
| 通算  | 通算     | 15    | 0     | 3     | 0     | 0     | 1.000    |

- 2024年度シーズン終了時

### 記録
初記録
- 初登板：2023年4月19日、対千葉ロッテマリーンズ5回戦（エスコンフィールドHOKKAIDO）、8回表に3番手で救援登板、1回無失点[33]
- 初奪三振：同上、8回表に山口航輝から空振り三振[33]
- 初ホールド：2023年4月30日、対福岡ソフトバンクホークス5回戦（エスコンフィールドHOKKAIDO）、5回表一死に2番手で救援登板、2/3回無失点[34]
- 初勝利：2023年5月5日、対東北楽天ゴールデンイーグルス7回戦（エスコンフィールドHOKKAIDO）、8回表に2番手で救援登板、1回無失点[35]

### 背番号
- 62（2023年、2024年7月24日 - 同年終了）
- 162（2024年 - 同年7月23日、2025年 - 同年7月17日）
- 97（2025年7月18日 - ）

### 登場曲
- 「マイペース」SunSet Swish（2023年）